# Cortodera flavimana
Cortodera flavimana — жук из семейства усачей и подсемейства Усачики.

## Описание
Жук длиной от 8 до 12 мм. Время лёта взрослого жука с апреля по июнь.

## Распространение
Распространён в Турции и Юго-восточной Европе.

## Экология и местообитания
Жизненный цикл вида длится один год. Кормовыми растениями личинок являются лютики (Ranunculus), а именно их корни.